# Miss Sénégal
 (juillet 2022).
La mise en forme du texte ne suit pas les recommandations de Wikipédia : il faut le « wikifier ».
Les points d'amélioration suivants sont les cas les plus fréquents. Le détail des points à revoir est peut-être précisé sur la page de discussion.
- Les titres sont pré-formatés par le logiciel. Ils ne sont ni en capitales, ni en gras.
- Le texte ne doit pas être écrit en capitales (les noms de famille non plus), ni en gras, ni en italique, ni en « petit »…
- Le gras n'est utilisé que pour surligner le titre de l'article dans l'introduction, une seule fois.
- L'italique est rarement utilisé : mots en langue étrangère, titres d'œuvres, noms de bateaux, etc.
- Les citations ne sont pas en italique mais en corps de texte normal. Elles sont entourées par des guillemets français : « et ».
- Les listes à puces sont à éviter, des paragraphes rédigés étant largement préférés. Les tableaux sont à réserver à la présentation de données structurées (résultats, etc.).
- Les appels de note de bas de page (petits chiffres en exposant, introduits par l'outil «  Source ») sont à placer entre la fin de phrase et le point final[comme ça].
- Les liens internes (vers d'autres articles de Wikipédia) sont à choisir avec parcimonie. Créez des liens vers des articles approfondissant le sujet. Les termes génériques sans rapport avec le sujet sont à éviter, ainsi que les répétitions de liens vers un même terme.
- Les liens externes sont à placer uniquement dans une section « Liens externes », à la fin de l'article. Ces liens sont à choisir avec parcimonie suivant les règles définies. Si un lien sert de source à l'article, son insertion dans le texte est à faire par les notes de bas de page.
- La présentation des références doit suivre les conventions bibliographiques. Il est recommandé d'utiliser les modèles {{Ouvrage}}, {{Chapitre}}, {{Article}}, {{Lien web}} et/ou {{Bibliographie}}. Le mode d'édition visuel peut mettre en forme automatiquement les références.
- Insérer une infobox (cadre d'informations à droite) n'est pas obligatoire pour parachever la mise en page.

Pour une aide détaillée, merci de consulter Aide:Wikification.
Si vous pensez que ces points ont été résolus, vous pouvez retirer ce bandeau et améliorer la mise en forme d'un autre article.
Pour les articles homonymes, voir Miss.
Miss Sénégal est un concours de beauté organisé au Sénégal depuis 1960. La lauréate représente le pays à l’élection régionale ouest-africaine de Miss Cedeao, à Miss Monde (depuis 2017) et à d'autres élections.
Une polémique en lien avec cette compétition surgit après les accusations de violences sexuelles qui se seraient déroulées lors d’un voyage organisé par le comité, portées par la lauréate de 2020, Ndèye Fatima Dione, et la réaction de la présidente du Comité Miss Sénégal, Amina Badiane, cette dernière s'étant depuis excusée pour ses propos,,.

## Éditions successives

### Miss Sénégal 2021
L'édition 2021 du concours Miss Sénégal s’est déroulée le samedi 13 novembre 2021 au Grand Théâtre Doudou Ndiaye Coumba Rose. Elle a été remportée par Fatou Lo originaire de la région  de Dakar succédant ainsi à Ndèye Fatma Dione, sacrée Miss Sénégal en 2020. Miss Saint-Louis Maïmouna Gladys Ayéboua et Miss Kaolack Coumba Sandé sont respectivement ses 1ére et 2éme dauphines.

### Miss Sénégal 2020
L'édition Miss Sénégal 2020 a vu le sacre de la candidate de la région de Fatick Ndèye Fatma Dione. Elle a eu comme dauphines Amy Dioum candidate de la région de Thiès et Ndèye Sokhna Ciss candidate de la région de Dakar respectivement 1re et 2e dauphine.

### Miss Sénégal 2019
La finale de Miss Sénégal 2019 a été remportée par Alberta Diatta de Ziguinchor. La Miss Sédhiou Anta Diatta a décroché l'écharpe de 1re dauphine tandis que la Miss Thiès Ndèye Aïda Diallo repartait avec l'écharpe de deuxième dauphine.

### Miss Sénégal 2017
C'est Yacine Dieng Thiam qui occupait la première marche du podium sous l'écharpe de Thiès, à ses côtés, Ramata Ndiaye Miss Tambacounda qui montait sur la deuxième marche du podium en tant que 1re dauphine et Marième Daouda Miss Dakar sur la 3e marche pour son titre de 2e dauphine.

## Lauréates du titre
| Années | Lauréates                | Régions     |
| ------ | ------------------------ | ----------- |
| 1960   | Fatou Ba                 | Dakar       |
| 1974   | Thioro Thiam             | Fatick      |
| 1985   | Chantal Loubelo          | Dakar       |
| 1987   | Fabienne Feliho          | Dakar       |
| 1990   | Madina Camara            | Diourbel    |
| 1992   | Aïssatou Nathalie Dia    | Dakar       |
| 1997   | Maïmouna Diallo          | Kolda       |
| 1998   | Aïcha Faye               | Dakar       |
| 1999   | Yaye Astou Cisse         | Kaolack     |
| 2000   | Yaye Fatim Camara        | Tambacounda |
| 2001   | Mame Diarra Mballo       | Dakar       |
| 2002   | Mariétou Camara          | Kaolack     |
| 2003   | Khadija Gueye            | Matam       |
| 2004   | Aminata Dieye            | Dakar       |
| 2005   | Maria Magdaléna .V. Diop | Saint-Louis |
| 2006   | Khady Ba                 | Matam       |
| 2007   | Aminata Diallo           | Dakar       |
| 2008   | Fatimata Diallo          | Matam       |
| 2009   | Katy Chimère Diaw        | Dakar       |
| 2011   | Tacko Fatim Thiam        | Dakar       |
| 2012   | Penda Ly                 | Dakar       |
| 2013   | Marie Thérèse Ndiaye     | Thiès       |
| 2014   | Anna Diouf               | Thiès       |
| 2016   | Ndèye Astou Sall         | Dakar       |
| 2017   | Yacine Dieng Thiam       | Thiès       |
| 2019   | Alberta Diatta           | Ziguinchor  |
| 2020   | Ndèye Fatma Dione        | Fatick      |
| 2021   | Fatou Lo                 | Dakar       |
| 2024   | Mame Fama GAYE           | Fatick      |